# Toma del castillo de Eilean Donan
La Toma del castillo de Eilean Donan fue un enfrentamiento armado que se libró en el castillo de Eilean Donan, en Loch Duich, al oeste de Escocia el 10 de mayo de 1719, cuando tres navíos británicos bombardearon y obligaron a rendirse a fuerzas jacobitas y españolas que se atrincheraban en él. La guarnición defensora fue posteriormente ejecutada o apresada.

## Antecedentes y batalla
Preocupados por las maniobras españolas en el norte, a principios de mayo los ingleses, mandaron cinco barcos a la zona para reconocerla. Dos patrullaron las cercanas costas de la isla de Skye mientras los otros tres se introdujeron en el lago Alsh y se aproximaron al castillo, donde descubrieron la presencia de tropas extranjeras. El primer movimiento de los británicos, según testimonios, fue el envío de un barco para negociar, pero en cuanto el primer oficial británico puso pie en tierra con intención de ordenar la rendición, los soldados de la fortaleza lo emprendieron a disparos, obligándole a él y a sus hombres a volver a las naves, que abrieron fuego entonces contra el castillo, que sufrió daños muy importantes, hasta que la guarnición se rindió. Según las crónicas inglesas posteriores, los soldados británicos encontraron entre las ruinas de Eilean Donan «un mercenario irlandés, un capitán, un teniente español, un sargento, un rebelde escocés y 39 soldados españoles, 343 barriles de pólvora y 52 barriles con munición para mosquetes». Las armas fueron requisadas y el grano almacenado como provisiones en el castillo quemado, así como una capilla cercana usada por los ocupantes para rezar. Los británicos capturados en el castillo fueron probablemente ejecutados acusados de traición, pero los españoles fueron llevados a las fragatas y conducidos por mar hasta Leith, cerca de Edimburgo, donde fueron encarcelados.
Una leyenda escocesa afirma que desde entonces el fantasma de un soldado español muerto en los bombardeos se pasea por las estancias del recientemente reconstruido castillo.